# Kiotói vasúti múzeum
A Kiotói vasúti múzeum (京都鉄道博物館, Kyōto Tetsudō Hakubutsukan, korábban Umekoji Gőzmozdony Múzeum (梅小路蒸気機関車館), Umekōji Jōkikikansha-kan) 2016-ig) egy vasúti múzeum Japán egykori fővárosában, Kiotóban, Shimogyō-ku-ban. Az eredeti Umekoji Gőzmozdony Múzeum 1972-ben nyílt meg, de 2016-ban kibővítették és modernizálták, így lett belőle a mai Kiotói vasúti múzeum.
A múzeum tulajdonosa a West Japan Railway Company (JR West), üzemeltetője pedig a Transportation Culture Promotion Foundation.

## Látnivalók
A múzeum gőzmozdonyokat, dízelmozdonyokat, villamos mozdonyokat, motorkocsikat és motorvonatokat is megőrzött az utókornak.

### Sinklanszen
A kiállított járművek között a legrégebbi Sinkanszen járművek közül is láthatunk néhányat.

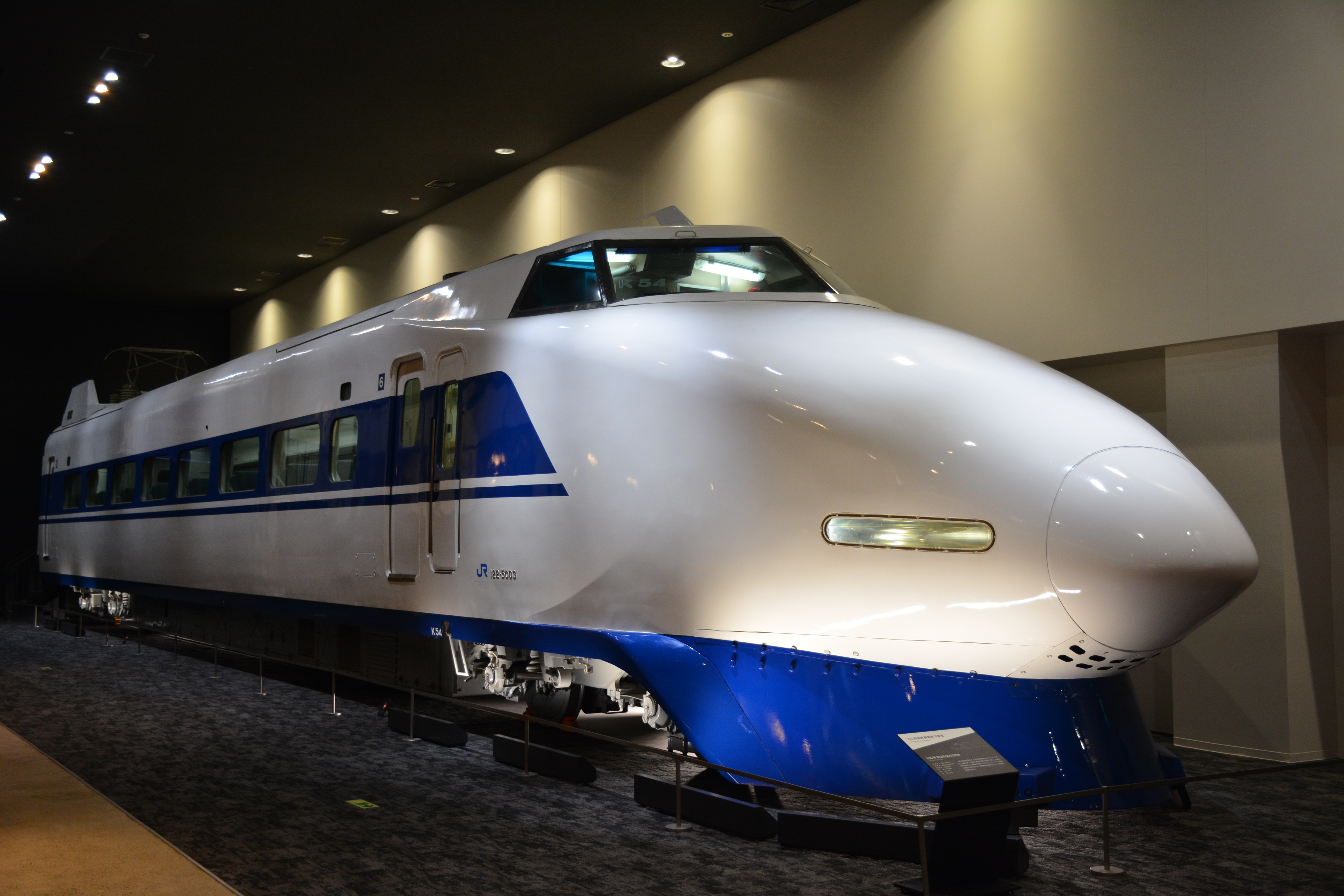
100-as sorozatú, 122-5003 pályaszámú vezérlőkocsi a fő csarnokban 2016 októberében

| Sorozat        | Pályaszám | Gyártó                    | Építés éve | Kiállítási helyszín |
| -------------- | --------- | ------------------------- | ---------- | ------------------- |
| 0-s sorozat    | 21-1      | Nippon Sharyo             | 1964       | Sétatér             |
| 0-s sorozat    | 16-1      | Nippon Sharyo             | 1964       | Sétatér             |
| 0-s sorozat    | 35-1      | Nippon Sharyo             | 1964       | Sétatér             |
| 0-s sorozat    | 22-1      | Nippon Sharyo             | 1964       | Sétatér             |
| 100-as sorozat | 122-5003  | Hitachi                   | 1989       | Fő csarnok          |
| 500-as sorozat | 521-1     | Kawasaki Heavy Industries | 1996       | Fő csarnok          |